# Mamma Mia!
Mamma Mia! es un musical jukebox basado en las canciones del grupo sueco ABBA, con libreto de la dramaturga británica Catherine Johnson. El título del espectáculo está tomado de uno de los mayores éxitos de la banda, «Mamma Mia», publicado en 1975. Björn Ulvaeus y Benny Andersson, miembros de ABBA y autores de las canciones, han estado involucrados en el proyecto desde sus inicios, mientras que Anni-Frid Lyngstad, una de las vocalistas, también ha participado en la financiación y ha asistido a numerosas premières internacionales. El musical incluye temas tan conocidos como «Money, Money, Money», «Thank You for the Music», «Dancing Queen», «Lay All Your Love on Me», «Super Trouper», «Voulez-Vous», «SOS», «Knowing Me, Knowing You», «The Winner Takes It All», «Take a Chance on Me» o el propio «Mamma Mia».
Desde su debut en Londres en 1999 ha sido visto por más de 70 millones de espectadores en todo el mundo, con una recaudación global que supera los 4 500 millones de dólares. En 2008 fue llevado a la gran pantalla bajo la dirección de Phyllida Lloyd y protagonizado por Meryl Streep, Amanda Seyfried, Christine Baranski, Julie Walters, Pierce Brosnan, Stellan Skarsgård, Colin Firth y Dominic Cooper.

## Argumento

### Acto I
Tres meses antes de casarse, Sophie, una joven de veinte años que vive con su madre Donna en la isla griega de Kalokairi, invita a tres hombres a su boda con la esperanza de poder averiguar quién de ellos es su padre («Prologue»).
La víspera del enlace, Sophie muestra el diario de juventud de Donna a sus damas de honor Ali y Lisa, y les cuenta que hay tres hombres que podrían ser su padre —Sam Carmichael, Bill Austin y Harry Bright— y que los tres vienen a la celebración sin que su madre lo sepa («Honey, Honey»).
Mientras tanto, Donna comienza a recibir a los invitados en la taberna que regenta en la isla. Las primeras en llegar son sus viejas amigas Tanya y Rosie. Tanya es una mujer rica y tres veces divorciada, mientras que Rosie es una soltera empedernida. En el pasado, Donna, Tanya y Rosie formaron un grupo musical llamado Donna y las Dynamos. Las tres amigas se ponen al día y Donna confiesa las dificultades que ha tenido para sacar adelante la taberna ella sola («Money, Money, Money»). 
Poco después llegan los tres posibles padres de Sophie: Sam (un arquitecto estadounidense), Bill (un escritor y aventurero australiano) y Harry (un banquero británico). Sophie les pide que no le cuenten a su madre que ha sido ella quien los ha invitado («Thank You for the Music»). Al ver a sus examantes, Donna se queda en shock («Mamma Mia») y se encierra en su habitación llorando. Tanya y Rosie intentan consolarla («Chiquitita») y, cuando Donna admite que no sabe quién es el padre de Sophie, le dicen que no tiene nada de qué avergonzarse y la animan a que vuelva a ser la mujer alegre que fue en el pasado («Dancing Queen»).
Sophie confiaba en que reconocería a su padre nada más verlo, pero después del primer encuentro con los tres candidatos se siente más confundida que nunca. La joven intenta hablar con su prometido Sky, pero no se atreve a confesarle el lío que ha organizado. Sky trata de animarla y le dice que él es el único hombre al que necesita. Pepper, Eddie y el resto de amigos de Sky se lo llevan para celebrar su despedida de soltero («Lay All Your Love on Me»).
En la despedida de soltera de Sophie, Donna y las Dynamos interpretan una canción vestidas con los trajes que utilizaban en la época del grupo («Super Trouper»). De pronto, Sam, Bill y Harry aparecen a la fiesta y, aunque en principio la celebración es solo para mujeres, las invitadas les convencen para que se queden («Gimme! Gimme! Gimme!»). Sophie se dirige a Sam y cuando él le pregunta el motivo por el que lo ha traído a la isla, la joven se siente culpable y se va a hablar con Harry. Harry le pregunta que si su padre estará en la boda y ella le confiesa que no sabe quién es. Finalmente, charlando con Bill, Sophie descubre que la amiga de la que su madre heredó el dinero con el que montó la taberna es en realidad la tía Sophia de Bill. Los dos llegan a la conclusión de que Bill es el padre de Sophie. Sophie le pide a Bill que la acompaña al altar, pero Bill le dice que primero lo quiere hablar con Donna, ya que al fin y al cabo ella fue quien decidió mantenerlo en secreto. Sophie insiste en no contarle nada a su madre y Bill termina aceptando («The Name of the Game»).
En ese momento, los chicos llegan de la despedida de soltero de Sky y todo el mundo se pone a bailar. Sam aparta a Sophie a un lado y le cuenta que ha averiguado el motivo por el que le invitó a la boda. Él ha deducido que es su padre y le promete llevarla del brazo hasta el altar. La joven no sabe qué decirle. Entonces Harry se acerca a Sophie y le pide disculpas por haber tardado tanto en darse cuenta de que es su hija e igualmente se compromete a acompañarla al altar. Sophie abandona la fiesta totalmente disgustada, ya que ha cogido cariño a sus tres posibles padres y no quiere rechazar a ninguno («Voulez-Vous»).

### Acto II
La noche antes de su boda, Sophie tiene una pesadilla con Sam, Bill y Harry luchando por llevarla al altar y se despierta agobiada («Entr'acte»/«Under Attack»).
Por la mañana, Sophie está de mal humor así que Donna da por hecho que quiere cancelar la boda y se ofrece para hacerse cargo de todo. Ofendida por la proposición, Sophie le dice que, a diferencia de ella, sus hijos no crecerán sin saber quién es su padre y se marcha hecha una furia. Donna rememora su romance fallido con Sam cuando este llega de improvisto («One of Us»). El arquitecto trata de acercase a ella, pero Donna todavía le guarda rencor por haberla abandonado. Aun así, parece que Sam fue su verdadero amor y, aunque ninguno lo reconoce, a los dos les gustaría poder retroceder en el tiempo («SOS»).
En la playa, Harry le pregunta a Tanya que qué se supone que tiene que hacer el padre de una novia y ella le cuenta que el suyo le dio algunos consejos y pagó la boda. Pepper intenta ligar con Tanya, pero ella lo rechaza («Does Your Mother Know»).
Sky descubre el plan secreto de Sophie y acusa a su prometida de querer casarse solo para descubrir quién es su padre. Sky se marcha enfadado y entonces aparece Sam, que intenta darle a Sophie algunos consejos paternales hablándole de su matrimonio fallido («Knowing Me, Knowing You»).
Harry ofrece a Donna correr con los gastos de la boda y juntos recuerdan su romance de juventud («Our Last Summer»). Sophie llega y Donna le ayuda a vestirse de novia sin creerse todavía que su hija vaya a casarse («Slipping Through My Fingers»). Donna le cuenta que su propia madre la repudió cuando se enteró de que estaba embarazada. Madre e hija se reconcilian y Sophie le pide a Donna que sea ella quien la acompañe al altar.
Sam llega e intenta hablar de nuevo con Donna, pero ella no quiere verlo y le pide que se marche. Él se niega y entonces estalla una amarga discusión entre los dos. Donna confiesa que Sam le rompió el corazón cuando la abandonó para casarse con su prometida («The Winner Takes It All»). Ambos siguen enamorados, pero Donna no lo reconoce.
Rosie se encuentra haciendo los preparativos finales para la boda cuando aparece Bill enfadado porque se ha enterado de que será Donna y no él quien acompañe a Sophie al altar. Bill reafirma su preferencia por la vida de soltero, pero Rosie, que ha empezado a sentirse atraída por él, le insta a reconsiderarlo. Cuando están a punto de tener un escarceo en la taberna, los invitados comienzan a llegar, dejando a Rosie sofocada («Take a Chance on Me»).
La boda empieza con Sophie caminando hacia el altar del brazo de su madre. Antes de que el cura comience la ceremonia, Donna les hace saber a todos que el padre de Sophie está presente en la sala. Sophie confiesa que ya estaba al tanto y entonces Donna se da cuenta de que fue su hija quien invitó a la boda a sus tres antiguos amantes. El misterio de la identidad del padre biológico de Sophie queda sin resolver, ya que en realidad, nadie la sabe a ciencia cierta, pero los tres involucrados están encantados de compartir tal honor y formar parte de la vida de Sophie. Por su parte, Harry, quien ha hecho numerosas referencias a su «otra mitad» a lo largo de la obra, revela que es gay y que está comprometido con un hombre llamado Laurence (el nombre varía de una producción a otra).
De repente, Sophie detiene la ceremonia. No se siente lista para casarse y Sky está de acuerdo. Sam ve la oportunidad y le propone matrimonio a Donna para no desaprovechar la boda que ya está organizada. Él confiesa que siempre la ha querido y que cuando se marchó para casarse, se arrepintió, canceló la boda y volvió a la isla, pero se encontró con que Donna estaba saliendo con Bill. Entonces regresó, se casó con su prometida y tuvo hijos, pero el matrimonio no funcionó y terminó divorciándose. Sorprendentemente, Donna acepta y finalmente se casa con Sam («I Do, I Do, I Do, I Do, I Do»), mientras Sophie y Sky deciden dejar la isla para conocer el mundo («I Have a Dream») .

### Encore
Tras los saludos finales, la compañía interpreta tres canciones como encore («Dancing Queen», «Mamma Mia» y «Waterloo») con Donna, Tanya, Rosie, Sam, Bill y Harry vestidos al estilo de ABBA, invitando a todo el público a unirse a la fiesta.

## Desarrollo
ABBA fue una banda sueca de música pop y dance que estuvo activa entre 1972 y 1982, convirtiéndose en uno de los grupos más famosos de todos los tiempos a nivel mundial al alcanzar los primeros puestos de las listas de éxitos en Europa, Norteamérica y Australia. Desde entonces, sus álbumes y recopilatorios (como ABBA Gold) vuelven a estar entre los más vendidos cada cierto tiempo, debido en parte al éxito del musical Mamma Mia!.
La idea de concebir un espectáculo a partir de las canciones de ABBA se le ocurrió a la productora Judy Craymer al darse cuenta del potencial teatral que tenían temas como «The Winner Takes It All». En 1983, Craymer se reunió con Björn Ulvaeus y Benny Andersson, quienes por aquel entonces estaban trabajando con Tim Rice en la creación de Chess, para proponerles el proyecto. Craymer tenía en mente un musical con un libreto original, que no fuese un tributo ni relatase la historia del grupo. Sin embargo, los ex componentes de ABBA no quedaron convencidos del todo, aunque tampoco cerraron la puerta definitivamente.
No fue hasta pasada más de una década cuando el espectáculo comenzó a tomar forma. En 1995, ante la insistencia de Craymer, Björn aceptó reconsiderar el proyecto siempre y cuando fuese capaz de encontrar el libretista y la historia adecuados. En 1997, Craymer encargó a Catherine Johnson la escritura del libreto y un año después Phyllida Lloyd fue contratada como directora, siendo un hecho muy poco común que tres mujeres formasen el equipo creativo de lo que estaba por convertirse en un gran éxito comercial.

## Producciones

### West End
La première mundial de Mamma Mia! tuvo lugar el 6 de abril de 1999 en el Prince Edward Theatre del West End, justo el mismo día en que se cumplían 25 años del triunfo de ABBA en Eurovisión. Producido por Judy Carymer, Richard East y Björn Ulvaeus para Littlestar en asociación con Universal, el musical se convirtió en un éxito inmediato.
El reparto original estuvo liderado por Siobhán McCarthy como Donna, Lisa Stokke como Sophie, Louise Plowright como Tanya, Jenny Galloway como Rosie, Hilton McRae como Sam, Nicolas Colicos como Bill, Paul Clarkson como Harry, Andrew Langtree como Sky, Eliza Lumley como Ali, Melissa Gibson como Lisa, Neal Wright como Pepper y Nigel Harman como Eddie. Además de la dirección de Phyllida Lloyd, el espectáculo contó con coreografía de Anthony Van Laast, diseño de producción de Mark Thompson, diseño de iluminación de Howard Harrison, diseño de sonido de Andrew Bruce y Bobby Aitken, y supervisión musical de Martin Koch. 
Desde su estreno en 1999, la versión londinense de Mamma Mia! ha tenido tres hogares diferentes: el Prince Edward Theatre entre el 6 de abril de 1999 y el 27 de mayo de 2004, el Prince of Wales Theatre entre el 9 de junio de 2004 y el 1 de septiembre de 2012, y el Novello Theatre desde el 6 de septiembre de 2012.
El 16 de marzo de 2020, el montaje se vio obligado a echar el cierre de manera provisional debido a la pandemia de COVID-19. Tras año y medio de inactividad, Mamma Mia! reabrió sus puertas el 25 de agosto de 2021. En la actualidad continúa representándose el Novello Theatre, donde ya ha superado los diez millones de espectadores durante las más de 10 000 funciones que se han llevado a cabo.

### Broadway
2001

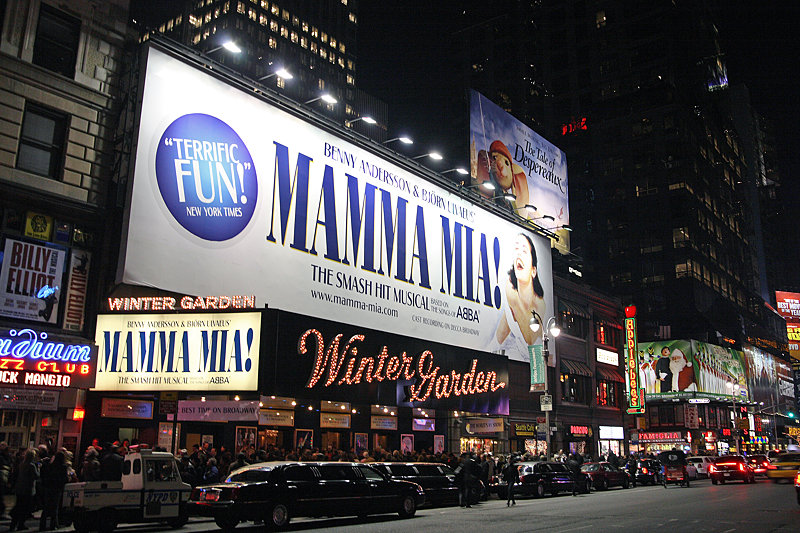
Mamma Mia! en el Winter Garden Theatre de Broadway

Antes de su llegada a Broadway, Mamma Mia! debutó en Estados Unidos con un tour nacional que arrancó el 15 de noviembre de 2000 en el Orpheum Theatre de San Francisco.
El estreno neoyorquino se produjo el 18 de octubre de 2001 en el Winter Garden Theatre, con un elenco encabezado por Louise Pitre como Donna y Tina Maddigan como Sophie, quienes ya habían protagonizado el espectáculo en Toronto y en la gira estadounidense. El resto del reparto lo completaron Karen Mason como Tanya, Judy Kaye como Rosie, David W. Keeley como Sam, Ken Marks como Bill, Dean Nolen como Harry, Joe Machota como Sky, Sara Inbar como Ali, Tonya Doran como Lisa, Mark Price como Pepper y Michael Benjamin Washington como Eddie, con Robert McQueen como director asociado, Nichola Treherne como coreógrafa asociada y David Holcenberg como director musical. En la edición de los premios Tony de 2002, Mamma Mia! fue nominado en cinco categorías: mejor musical, mejor libreto, mejor actriz principal, mejor actriz de reparto y mejores orquestaciones.
El 19 de octubre de 2013, la producción bajó el telón por última vez en el Winter Garden Theatre y a continuación fue transferida al Broadhurst Theatre entre el 2 de noviembre de 2013 y el 12 de septiembre de 2015, realizando un total de 5 758 funciones regulares y 14 previas. En la actualidad, Mamma Mia! ocupa el noveno puesto en la lista de espectáculos de mayor permanencia en cartel en la historia de Broadway y el primero en la de musicales jukebox.
2025
Entre el 14 de agosto de 2025 y el 1 de febrero de 2026, Mamma Mia! regresó al Winter Garden Theatre por tiempo limitado. La compañía en esta ocasión estuvo liderada por Christine Sherrill como Donna, Amy Weaver como Sophie, Jalynn Steele como Tanya, Carly Sakolove como Rosie, Victor Wallace como Sam, Jim Newman como Bill, Rob Marnell como Harry, Grant Reynolds como Sky, Haley Wright como Ali, Lena Owens como Lisa, Justin Sudderth como Pepper y Ethan Van Slyke como Eddie.

### España
2004
La primera versión en español se estrenó el 11 de noviembre de 2004 en el Teatro Lope de Vega de Madrid, producida por CIE y Stage Entertainment, que por aquel entonces estaban asociadas bajo el nombre CIE Stage Holding. La inversión ascendió a seis millones de euros y, al igual que en el resto del mundo, el montaje fue una réplica exacta del original, con libreto traducido por Juan Martínez Moreno y letras adaptadas al castellano por Albert Mas-Griera, exceptuando el tema «Dancing Queen», que llevó la firma de Daniel Anglès y Joan Vázquez. Paul Garrington, quien ya había estado al frente de Mamma Mia! en otros países, fue el director asociado en España, con Nichola Treherne como coreógrafa asociada, Moira Chapman como directora residente y James May dirigiendo la orquesta.
Para seleccionar al elenco se realizaron audiciones por las que pasaron más de 1 000 candidatos. El reparto original incluyó a Nina como Donna, Mariona Castillo como Sophie, Marta Valverde como Tanya, Paula Sebastián como Rosie, Alberto Vázquez como Sam, Bruno Squarcia como Bruno, Nando González como Javi, Leo Rivera como Sky, Mónica Vives como Ali, Mamen Márquez como Lisa, David Ávila como Chili, Jaime Zatarain como Eddie y Angels Jiménez como alternante de Donna.
Después de tres temporadas de éxito, el musical se despidió de Madrid el 3 de junio de 2007 y a continuación fue transferido al BTM de Barcelona, donde se representó entre el 29 de noviembre de 2007 y el 11 de enero de 2009.
Una vez finalizada su andadura en Barcelona, el espectáculo emprendió un tour nacional que arrancó el 6 de agosto de 2009 en el Teatro Arriaga de Bilbao y concluyó el 10 de julio de 2011 en Centro Cultural Novacaixagalicia de Vigo, destacando una parada en el Teatro Coliseum de Madrid entre el 8 de septiembre de 2010 y el 9 de enero de 2011. En total, la primera producción española de Mamma Mia! fue vista por más de dos millones de espectadores durante las 2 087 representaciones que se llevaron a cabo.
2015
En otoño de 2015, Mamma Mia! retornó a los escenarios españoles para instalarse en el Teatre Tívoli de Barcelona entre el 26 de noviembre de 2015 y el 27 de febrero de 2016. Producida por Stage Entertainment, esta etapa del espectáculo volvió a estar protagonizada por Nina, lo que la convirtió en la actriz que más veces ha interpretado el personaje de Donna en todo el mundo. El resto del elenco lo completaron Clara Altarriba como Sophie, Olga Hueso como Tanya, Eva Diago como Rosie, Albert Muntanyola como Sam, Paul Berrondo como Bruno, Nando González como Javi, Carlos Solano como Sky, Lydia Fairén como Ali, Laura Enrech como Lisa, Jonathan Varo como Chili y Cisco Lara como Eddie, con Arnau Vilà y Xavier Torras a cargo de la dirección musical y Daniel Anglès como director residente.
Tras la estancia en la Ciudad Condal, la obra inició un tour por España que dio el pistoletazo de salida el 4 de marzo de 2016 en el Palacio de Congresos y Exposiciones de Sevilla y terminó el 19 de febrero de 2017 en el Teatro Principal de Alicante. Una vez concluida la gira y como broche final, este montaje realizó una temporada de tres meses en el Teatro Coliseum de Madrid entre el 7 de marzo y el 11 de junio de 2017, sumando un total de 556 funciones.
2022
Una nueva versión desarrollada por SOM Produce levantó el telón oficialmente el 19 de octubre de 2022 en el Teatro Rialto de Madrid, con Verónica Ronda como Donna, Gina Gonfaus como Sophie, Mariola Peña como Tanya, Inés León como Rosie, Jaime Zatarain como Sam, Lluis Canet como Bill, Carlos de Austria como Harry, Jan Buxaderas como Sky, Jennifer Lima como Ali, Elena Díez como Lisa, Fran Moreno como Pepper y Pep Guillem como Eddie. Juan Carlos Fisher fue el director de este revival que reunió a un equipo creativo formado por Iker Karrera en la coreografía, Ricardo Sánchez Cuerda en el diseño de escenografía, Gabriela Salaverri en el diseño de vestuario, Felipe Ramos en el diseño de iluminación y Gastón Briski en el diseño de sonido. La dirección musical recayó en Joan Miquel Pérez, mientras que la adaptación al castellano llevó la firma de David Serrano y Alejandro Serrano.
Mamma Mia! dijo adiós al Teatro Rialto el 15 de junio de 2025 para después embarcarse en un tour nacional que comenzó el 5 de julio de 2025 en el Teatro Cervantes de Málaga.

### México
2009
El 29 de julio de 2009, Mamma Mia! se estrenó en el Centro Cultural de Ciudad de México, donde permaneció en cartel hasta el 1 de agosto de 2010, siendo visto por más de 300 000 espectadores a lo largo de 428 representaciones. Producida por OCESA, la puesta en escena mexicana contó con James Kelly como director residente e Isaac Saúl como director musical. La adaptación del libreto y las letras utilizada fue la misma que en España, aunque con ligeras modificaciones.
El elenco estuvo liderado por Rocío Banquells como Donna, Gloria Aura como Sophie, María Filipini como Tanya, Anahí Allué como Rosie, Paco Morales como Sam, Damián López como Bruno, Beto Torres como Javi, Carlos Rivera y Jorge Lau como Sky, Cecilia de la Cueva como Ali, Gina Castellanos como Lisa, Fernando Morales como Chili y Dante Hernández como Eddie. En un principio no estaba previsto que Carlos Rivera formase parte del reparto, pero Jorge Lau se lesionó el tobillo durante los ensayos y hubo que buscar un nuevo intérprete para Sky hasta su recuperación.
2023
Tras varios años de ausencia, Mamma Mia! regresó a los escenarios mexicanos con un montaje no réplica dirigido por Jason A. Sparks que pudo verse entre el 7 de marzo y el 30 de diciembre de 2023 en el Teatro de los Insurgentes de Ciudad de México. El reparto en esta ocasión lo encabezaron Lisset como Donna, Sofía Carrera como Sophie, Marisol del Olmo como Tanya, Gicela Sehedi como Rosie, Alejandro de la Madrid como Sam, Francisco Rubio como Bill, Armando Arrocha como Harry, Luja Duhart como Sky, Carolina Heredia como Ali, Natalia Moguel como Lisa, Noé Camacho como Pepper y Tomás Martínez como Eddie.
Una vez concluida su estancia en la capital, el espectáculo emprendió un gira por todo el país que dio comienzo el 9 de febrero de 2024 de en el Auditorio Pabellón M de Monterrey y finalizó el 4 de octubre de 2024 en el Teatro Fernando Soler de Saltillo.

### Argentina
2012
En Argentina se representó en el Teatro Ópera de Buenos Aires entre el 16 de marzo y el 9 de septiembre de 2012, protagonizado por Marisol Otero como Donna, Paula Reca como Sophie, Gabriela Bevacqua como Tanya, Silvana Tomé como Rosie, Germán Barceló como Sam, Mariano Muso como Bill, Diego Bros como Harry, Luciano Bassi como Sky, Celeste Sanazi como Ali, Anabella Simonetti como Lisa, Julián Rubino como Pepper y Adrián Scaramella como Eddie.
Con producción a cargo de Time for Fun, el equipo local argentino estuvo formado por Rocío Rodríguez Conway como directora residente y Gerardo Gardelin como director musical. El libreto y las letras fueron adaptados al español rioplatense por Marcelo Kotliar.
2023
Entre el 18 de diciembre de 2023 y el 1 de abril de 2024, el Teatro Luxor de Villa Carlos Paz acogió un montaje no réplica dirigido por Ricky Pashkus, con Florencia Peña como Donna, Malena Ratner como Sophie, Alejandra Perlusky como Tanya, Lula Rosenthal como Rosie, Alejandro Paker como Sam, Pablo Silva como Bill, Leo Bosio como Harry, José Giménez Zapiola como Sky, Dalila Cheb como Ali, Martu Loyato como Lisa, Gian Bissutti como Pepper y Jose Della Rossa como Eddie.
Luego hacer escala en Rosario a fines de abril, la puesta recaló en el Teatro Coliseo de Buenos Aires, donde se mantuvo en cartel desde el 10 de mayo hasta el 29 de septiembre de 2024. Durante la temporada de verano, la obra se presentó en Mar del Plata entre el 6 de diciembre de ese año y el 4 de marzo de 2025 y luego volvió al circuito porteño, está vez en el Auditorio de Belgrano entre el 16 de abril y el 9 de agosto. Esta nueva temporada en la capital significó el regreso de Marisol Otero en el papel de Donna.

### Otras producciones
Mamma Mia! se ha representado en países como Alemania, Argentina, Australia, Austria, Bélgica, Brasil, Bulgaria, Canadá, Catar, Chile, China, Colombia, Corea del Sur, Croacia, Dinamarca, Ecuador, Emiratos Árabes, Eslovaquia, Eslovenia, España, Estados Unidos, Estonia, Filipinas, Finlandia, Fiyi, Francia, Grecia, Hungría, India, Indonesia, Irlanda, Islandia, Israel, Italia, Japón, Jordania, Letonia, Lituania, Luxemburgo, Malasia, Malta, México, Mónaco, Noruega, Nueva Zelanda, Países Bajos, Panamá, Perú, Polonia, Portugal, Reino Unido, República Checa, República Dominicana, Rumania, Rusia, Serbia, Singapur, Sri Lanka, Sudáfrica, Suecia, Suiza, Tailandia, Taiwán o Turquía. En total ha sido visto por más de 70 millones de personas en todo el mundo.
Tras el estreno en Londres, la siguiente ciudad en poner en escena el musical fue Toronto, donde estuvo en cartel entre el 23 de mayo de 2000 y el 22 de mayo de 2005 en el Royal Alexandra Theatre. El elenco original contó con Louise Pitre como Donna y Tina Maddigan como Sophie, quienes después repetirían esos mismos personajes en la gira estadounidense y en la première en Broadway.
En Estados Unidos ha salido a la carretera en varias ocasiones. El primer tour dio comienzo el 15 de noviembre de 2000 en el Orpheum Theatre de San Francisco y finalizó el 29 de agosto de 2004 en el Emerson Colonial Theatre de Boston.
La primera adaptación en lengua no inglesa fue la de Hamburgo, que levantó el telón en 2002. Con los estrenos de los montajes de Stuttgart en 2004 y Essen en 2007, Mamma Mia! llegó a tener tres producciones simultáneas en Alemania.
En junio de 2006, la segunda gira norteamericana pasó por Ciudad de México, Guadalajara y Monterrey, siendo la primera vez que el espectáculo se representaba en América Latina. Las funciones fueron en inglés con subtítulos proyectados en grandes pantallas.
La actriz neerlandesa Lone van Roosendaal ha interpretado a Donna en tres países diferentes: Países Bajos, Bélgica y Alemania.
En noviembre de 2014, Mamma Mia! debutó en el barco Quantum of the Seas de la compañía de cruceros Royal Caribbean, como parte de su programación de musicales de Broadway.
Los días 28, 29 y 30 de julio de 2017, el Hollywood Bowl de Los Ángeles acogió un montaje dirigido y coreografiado por Kathleen Marshall, con Jennifer Nettles como Donna, Dove Cameron como Sophie, Tisha Campbell-Martin como Tanya, Lea DeLaria como Rosie, Jaime Camil como Sam, Steven Weber como Bill, Hamish Linklater como Harry, Corbin Bleu como Sky, Charlotte Mary Wen como Ali, Tiana Okoye como Lisa, Payson Lewis como Pepper y Rodd Farhadi como Eddie.

## Adaptación cinematográfica
En 2008, Mamma Mia! fue adaptado a la gran pantalla bajo la producción de Judy Craymer y Gary Goetzman. Al igual que el musical original, la película contó con guion de Catherine Johnson y dirección de Phyllida Lloyd, y fue protagonizada por Meryl Streep como Donna, Amanda Seyfried como Sophie, Christine Baranski como Tanya, Julie Walters como Rosie, Pierce Brosnan como Sam, Stellan Skarsgård como Bill, Colin Firth como Harry y Dominic Cooper como Sky. La première mundial tuvo lugar el 30 de junio de 2008 en Reino Unido y el 18 de julio de ese mismo año llegó a Estados Unidos.
La versión cinematográfica presenta algunos cambios respecto a su predecesor teatral y elimina varios números musicales como «Under Attack», «One of Us», «Knowing Me, Knowing You» o «Thank You for the Music», aunque «Knowing Me, Knowing You» puede escucharse tocada por la banda en la escena de la boda y «Thank You for the Music» suena en los créditos finales tras un reprise de «Dancing Queen» y «Waterloo». La canción «When All Is Said and Done», que no está presente en el musical, es interpretada por Sam y Donna durante la celebración de la boda, mientras que «Our Last Summer» cambia de lugar y pasa a ser cantada por Harry, Sam, Bill, Sophie y Donna poco después de la llegada de los tres posibles padres a la isla. «The Name of the Game» fue filmada, pero finalmente no se utilizó en el metraje definitivo y únicamente aparece en la banda sonora y en los extras de la edición en DVD y Blu-ray. 
Una secuela titulada Mamma Mia! Here We Go Again se estrenó en 2018, escrita y dirigida por Ol Parker. La cinta es una continuación de la primera entrega, aunque también funciona como precuela, ya que hace uso de numerosos flashbacks para contar la juventud de Donna y cómo llegó a conocer a los tres posibles padres de Sophie. Las canciones «One of Us» y «Knowing Me, Knowing You», que forman parte del musical teatral pero no de la primera película, sí se incluyeron en esta ocasión.

## Números musicales
| Acto I - «Overture»/«Prologue» - «Honey, Honey» - «Money, Money, Money» - «Thank You for the Music» - «Mamma Mia» - «Chiquitita» - «Dancing Queen» - «Lay All Your Love on Me» - «Super Trouper» - «Gimme! Gimme! Gimme!» - «The Name of the Game» - «Voulez-Vous» | Acto II - «Entr'acte» - «Under Attack» - «One of Us» - «S.O.S.» - «Does Your Mother Know» - «Knowing Me, Knowing You» - «Our Last Summer» - «Slipping Through My Fingers» - «The Winner Takes It All» - «Take a Chance on Me» - «I Do, I Do, I Do, I Do, I Do» - «I Have a Dream» | Encore - «Mamma Mia» - «Dancing Queen» - «Waterloo» |

## Comentarios sobre la música y el libreto
En las funciones previas al estreno oficial en Londres, el espectáculo llegó a incluir el tema «Summer Night City», que era interpretado justo después del prólogo. La escena presentaba un ensayo de la boda durante el cual Ali, Lisa, Tanya y Rosie desembarcaban en la isla. La canción fue eliminada, aunque un fragmento instrumental se mantuvo para conectar el final de «The Winner Takes It All» con «Take a Chance on Me» y algunos versos todavía pueden escucharse en el entreacto.
Donna canturrea «Fernando» mientras arregla la puerta de la taberna momentos antes de encontrarse con sus antiguos amantes.
El tema que interpreta Sky en la escena que precede a «Lay All Your Love on Me» varía de una producción a otra. Entre las canciones que se han utilizado en los diferentes montajes internacionales podemos encontrar a «King Kong Song», «Summer Night City», «Dum Dum Diddle» y «She's My Kind of Girl».
La marcha nupcial con la que Sophie camina hacia el altar es una versión lenta de «Dancing Queen».
En un principio estaba previsto incluir «Just Like That», una canción inédita de ABBA de 1982, pero fue suprimida justo antes de comenzar las previas en marzo de 1999. En los primeros programas de mano que se imprimieron el tema llegó a aparecer en el listado de números musicales.
Al final del espectáculo se incluyen tres canciones como encore. La primera es un reprise de «Mamma Mia» interpretada por toda la compañía. A continuación, Donna, Tanya y Rosie hacen su entrada en el escenario ataviadas con trajes al estilo de ABBA y cantan un reprise de «Dancing Queen». Finalmente, Sam, Bill y Harry se les unen vestidos de manera similar y todos juntos interpretan «Waterloo».
La nacionalidad de los tres posibles padres cambia dependiendo de la producción, lo mismo que sus nombres, que también varían en algunos países. Así por ejemplo, en España se llaman Samuel Suárez, Bruno Bernard y Javier Ruiz en lugar de los originales Sam Carmichael, Bill Austin y Harry Bright.

## Repartos originales

### West End/Broadway
| Personaje | West End (1999)  | Broadway (2001)       | Broadway (2025)    |
| Donna     | Siobhán McCarthy | Louise Pitre          | Christine Sherrill |
| Sophie    | Lisa Stokke      | Tina Maddigan         | Amy Weaver         |
| Tanya     | Louise Plowright | Karen Mason           | Jalynn Steele      |
| Rosie     | Jenny Galloway   | Judy Kaye             | Carly Sakolove     |
| Sam       | Hilton McRae     | David W. Keeley       | Victor Wallace     |
| Bill      | Nicolas Colicos  | Ken Marks             | Jim Newman         |
| Harry     | Paul Clarkson    | Dean Nolen            | Rob Marnell        |
| Sky       | Andrew Langtree  | Joe Machota           | Grant Reynolds     |
| Ali       | Eliza Lumley     | Sara Inbar            | Haley Wright       |
| Lisa      | Melissa Gibson   | Tonya Doran           | Lena Owens         |
| Pepper    | Neal Wright      | Mark Price            | Justin Sudderth    |
| Eddie     | Nigel Harman     | Michael B. Washington | Ethan Van Slyke    |

### España
| Personaje | Madrid (2004)    | Barcelona (2015)  | Madrid (2022)     |
| Donna     | Nina             | Nina              | Verónica Ronda    |
| Sophie    | Mariona Castillo | Clara Altarriba   | Gina Gonfaus      |
| Tanya     | Marta Valverde   | Olga Hueso        | Mariola Peña      |
| Rosie     | Paula Sebastián  | Eva Diago         | Inés León         |
| Sam       | Alberto Vázquez  | Albert Muntanyola | Jaime Zatarain    |
| Bill      | Bruno Squarcia   | Paul Berrondo     | Lluis Canet       |
| Harry     | Nando González   | Nando González    | Carlos de Austria |
| Sky       | Leo Rivera       | Carlos Solano     | Jan Buxaderas     |
| Ali       | Mónica Vives     | Lydia Fairén      | Jennifer Lima     |
| Lisa      | Mamen Márquez    | Laura Enrech      | Elena Díez        |
| Pepper    | David Ávila      | Jonathan Varo     | Fran Moreno       |
| Eddie     | Jaime Zatarain   | Cisco Lara        | Pep Guillem       |

Reemplazos destacados en la producción española de 2004
- Donna: Mone
- Sophie: Marta Capel, Georgina Llauradó
- Tanya: Amparo Saizar, Muntsa Rius
- Rosie: Roser Batalla, Rita Barber
- Sam: Albert Muntanyola, David Castedo
- Bill: Carles Sánchez, Carlos Seguí
- Harry: Xavier Mestres
- Sky: Alejandro Vera, Joan Vázquez, Daniel Diges, José María del Castillo, Àlex Casademunt
- Ali: Yolanda García, Mamen Márquez
- Lisa: Itxaso Quintana, Georgina Llauradó, Yolanda García
- Pepper: Gerard Rifá, Aarón Cobos
- Eddie: Carles Carrasco, Nico Baumgärtner, José María del Castillo

Reemplazos destacados en la producción española de 2022
- Tanya: Beatriz Ros
- Rosie: Ylenia Baglietto
- Sam: Víctor Massán, Marc Parejo
- Bill: Joan Olivé
- Harry: Marc Parejo, Víctor González
- Sky: Gallo Ryan, Quique Niza, Joan Martínez
- Ali: Elvira Santa María
- Lisa: Laura Miguel
- Pepper: Ferran Enfedaque, Mario Barrero
- Eddie: Luis Visiedo

### América Latina
| Personaje | Ciudad de México (2009) | Buenos Aires (2012) | Ciudad de México (2023) | Villa Carlos Paz (2023) |
| Donna     | Rocío Banquells         | Marisol Otero       | Lisset                  | Florencia Peña          |
| Sophie    | Gloria Aura             | Paula Reca          | Sofía Carrera           | Malena Ratner           |
| Tanya     | María Filipini          | Gabriela Bevacqua   | Marisol del Olmo        | Alejandra Perlusky      |
| Rosie     | Anahí Allué             | Silvana Tomé        | Gicela Sehedi           | Lula Rosenthal          |
| Sam       | Paco Morales *          | Germán Barceló      | Alejandro de la Madrid  | Alejandro Paker         |
| Bill      | Damián López            | Mariano Muso        | Francisco Rubio         | Pablo Silva             |
| Harry     | Beto Torres             | Diego Bros          | Armando Arrocha         | Leo Bosio               |
| Sky       | Carlos Rivera Jorge Lau | Luciano Bassi       | Luja Duhart             | José Giménez Zapiola    |
| Ali       | Cecilia de la Cueva     | Celeste Sanazi      | Carolina Heredia        | Dalila Cheb             |
| Lisa      | Gina Castellanos        | Anabella Simonetti  | Natalia Moguel          | Martu Loyato            |
| Pepper    | Fernando Morales        | Julián Rubino       | Noé Camacho             | Gian Bissutti           |
| Eddie     | Dante Hernández         | Adrián Scaramella   | Tomás Martínez          | Jose Della Rossa        |

* En un principio se anunció que Lisardo Guarinos interpretaría el papel de Sam en la producción original mexicana, pero finalmente fue Paco Morales quien estrenó el personaje.
Reemplazos destacados en la producción mexicana de 2009
- Donna: Frida, Pía Aun
- Sophie: Sherlyn González
- Sam: Armando Arrocha

Reemplazos destacados en la producción mexicana de 2023
- Donna: Kika Edgar
- Sam: Armando Arrocha
- Harry: Mauricio Salas
- Eddie: Diego Meléndez

Reemplazos destacados en la producción argentina de 2023
- Donna: Marisol Otero
- Sophie: Guadalupe Devoto
- Tanya: Flavia Pereda
- Harry: Jorge "Carna" Crivelli
- Sky: Bruno Coccia
- Ali: Maite Valdés
- Lisa: Catalina Alava
- Eddie: Lucas Noda

## Grabaciones
Existen varios álbumes grabados en sus respectivos idiomas por los elencos de Londres (1999), Alemania (2004), Países Bajos (2004), España (2005), Suecia (2005), Corea del Sur (2007), Francia (2011), China (2013), Japón (2014) y Polonia (2015).
El único álbum editado en español es el del reparto original de Madrid, que es disco de platino en España y ha vendido más copias que ningún otro disco en castellano de un musical. Además, en 2004 también se publicó un single promocional con las canciones «Mamma Mia» y «Dancing Queen» y, cuando Nina abandonó la producción española en 2011, la compañía encabezada por Mone grabó tres temas («Money, Money, Money» y las versiones finales de «Mamma Mia» y «Dancing Queen») para promocionar la gira del musical.

## Premios y nominaciones

### Producción original del West End
| Año  | Premio        | Categoría                                 | Nominado                      | Resultado |
| ---- | ------------- | ----------------------------------------- | ----------------------------- | --------- |
| 2000 | Olivier Award | Mejor musical nuevo                       | Mejor musical nuevo           | Nominado  |
| 2000 | Olivier Award | Mejor actriz en un musical                | Siobhan McCarthy              | Nominada  |
| 2000 | Olivier Award | Mejor intérprete de reparto en un musical | Jenny Galloway                | Ganadora  |
| 2000 | Olivier Award | Mejor intérprete de reparto en un musical | Louise Plowright              | Nominada  |
| 2002 | Grammy Award  | Mejor álbum de teatro musical             | Mejor álbum de teatro musical | Nominado  |

### Producción original de Broadway
| Año  | Premio           | Categoría                             | Nominado                                    | Resultado |
| ---- | ---------------- | ------------------------------------- | ------------------------------------------- | --------- |
| 2002 | Tony Award       | Mejor musical                         | Mejor musical                               | Nominado  |
| 2002 | Tony Award       | Mejor libreto de un musical           | Catherine Johnson                           | Nominada  |
| 2002 | Tony Award       | Mejor actriz principal en un musical  | Louise Pitre                                | Nominada  |
| 2002 | Tony Award       | Mejor actriz de reparto en un musical | Judy Kaye                                   | Nominada  |
| 2002 | Tony Award       | Mejores orquestaciones                | Benny Andersson, Björn Ulvaeus, Martin Koch | Nominados |
| 2002 | Drama Desk Award | Mejor actriz en un musical            | Louise Pitre                                | Nominada  |
| 2002 | Drama Desk Award | Mejor actriz de reparto en un musical | Judy Kaye                                   | Nominada  |
| 2002 | Drama Desk Award | Mejor actriz de reparto en un musical | Karen Mason                                 | Nominada  |

### Producción original española
| Año  | Premio                    | Categoría                         | Nominado                   | Resultado |
| ---- | ------------------------- | --------------------------------- | -------------------------- | --------- |
| 2007 | Premio del Teatro Musical | Mejor musical                     | Mejor musical              | Nominado  |
| 2007 | Premio del Teatro Musical | Mejor actriz de reparto           | Paula Sebastián            | Ganadora  |
| 2007 | Premio del Teatro Musical | Mejor actor de reparto            | Bruno Squarcia             | Nominado  |
| 2007 | Premio del Teatro Musical | Mejor cover o alternante femenina | Marta Capel                | Nominada  |
| 2007 | Premio del Teatro Musical | Mejor cover o alternante femenina | Angels Jiménez             | Nominada  |
| 2007 | Premio del Teatro Musical | Mejores coros                     | Mejores coros              | Nominado  |
| 2008 | Premio del Teatro Musical | Mejor figurinista                 | Lucy Gaiger, Mark Thompson | Nominados |
| 2008 | Premio del Teatro Musical | Mejor actriz de reparto           | Muntsa Rius                | Nominada  |
| 2009 | Premio del Teatro Musical | Mejor dirección de escena         | Paul Garrington            | Nominado  |
| 2009 | Premio del Teatro Musical | Mejor coreografía                 | Anthony Van Laast          | Ganador   |
| 2009 | Premio del Teatro Musical | Mejor diseño de sonido            | Richard Brooker            | Nominado  |

### Producción española de 2015
| Año  | Premio                    | Categoría                 | Nominado        | Resultado |
| ---- | ------------------------- | ------------------------- | --------------- | --------- |
| 2016 | Premio del Teatro Musical | Mejor actriz protagonista | Clara Altarriba | Nominada  |
| 2016 | Premio del Teatro Musical | Mejor actriz protagonista | Eva Diago       | Nominada  |
| 2016 | Premio del Teatro Musical | Mejor actor protagonista  | Carlos Solano   | Nominado  |
| 2016 | Premio del Teatro Musical | Mejor actriz de reparto   | Laura Enrech    | Nominada  |

### Producción española de 2022
| Año  | Premio                    | Categoría                          | Nominado               | Resultado |
| ---- | ------------------------- | ---------------------------------- | ---------------------- | --------- |
| 2023 | Premio del Teatro Musical | Mejor musical                      | Mejor musical          | Nominado  |
| 2023 | Premio del Teatro Musical | Mejor dirección musical            | Joan Miquel Pérez      | Nominado  |
| 2023 | Premio del Teatro Musical | Mejor coreografía                  | Iker Karrera           | Ganador   |
| 2023 | Premio del Teatro Musical | Mejor escenografía                 | Ricardo Sánchez Cuerda | Nominado  |
| 2023 | Premio del Teatro Musical | Mejor diseño de iluminación        | Felipe Ramos           | Nominado  |
| 2023 | Premio del Teatro Musical | Mejor diseño de sonido             | Gastón Briski          | Nominado  |
| 2023 | Premio del Teatro Musical | Mejor figurinista                  | Gabriela Salaverri     | Nominada  |
| 2023 | Premio del Teatro Musical | Mejor actriz protagonista          | Verónica Ronda         | Nominada  |
| 2023 | Premio del Teatro Musical | Mejor actriz de reparto            | Inés León              | Nominada  |
| 2023 | Premio del Teatro Musical | Mejor actriz de reparto            | Mariola Peña           | Nominada  |
| 2023 | Premio del Teatro Musical | Mejor actor de reparto             | Carlos de Austria      | Nominado  |
| 2023 | Premio del Teatro Musical | Interpretación destacada femenina  | Gina Gonfaus           | Nominada  |
| 2023 | Premio del Teatro Musical | Interpretación destacada masculina | Jan Buxaderas          | Ganador   |